# Горб Станіслав Миколайович
Станіслав Миколайович Горб  (нар. 19 червня 1965, Олексіївка, Полтавська область) — німецький та український зоолог, фахівець з ентомології, функціональної морфології, біомеханіки та етології, академік Німецької Академії Наук (2011), професор (2008), доктор біологічних наук (2001), очолює відділ функціональної морфології та біомеханіки Кільського університету (Німеччина).
Автор близько 1000 наукових праць. Станом на 2024 рік має одні з найвищих наукометричних показників серед всіх українських науковців у базі даних Scopus: індекс Гірша 79, 27569 цитування, 867 документів.

## Життєпис
1989 року закінчив кафедру зоології біологічного факультету Київського університету. З 1990 року працював у Інституті зоології імені І. І. Шмальгаузена НАН України. В 1991 році захистив кандидатську дисертацію на тему «Функциональная морфология системы арретира у стрекоз» під керівництвом Л. І. Францевича. У 1994-1995 роках — постдок у Інституті зоології Віденського університету (Австрія). З 1996 року працює у різних наукових установах Німеччини. 2001 року в Інституті зоології НАН України захистив докторську дисертацію на тему «Функціональна морфологія фрикційних систем у комах». З 2008 року очолює відділ функціональної морфології та біомеханіки Кільського університету. У 2011 році був обраний дійсним членом Німецької Академії Наук «Леопольдина».

## Нагороди
- 1995 — Schloessmann Award, Biology and Material Science (Німеччина)
- 1996-1997 — Премія Президента України для молодих вчених
- 1998 — Chicago Zoological Society Award (США)
- 2005 — Science Award of the Donors’ Association for the Promotion of Science and Humanities in Germany (Німеччина)
- 2011 — International Forum Design Gold Award (category Materials)
- 2011 — Materialica "Best of" Award (Німеччина)
- 2011 — Transfer-Award of Schleswig-Holstein (Німеччина)